# Pseudomyrmex urbanus
Pseudomyrmex urbanus é uma espécie de formiga do género Pseudomyrmex, subfamilia Pseudomyrmecinae. Esta espécie foi descrita cientificamente por Smith em 1877.

## Distribuição
Encontra-se na Argentina, Bolívia, Brasil, Colômbia, Costa Rica, Equador, Guiana Francesa, Guiana, Panamá, Paraguai, Peru, Suriname, Trinidade e Tobago e Venezuela.